# Кульчицький Станіслав Владиславович
Станісла́в Владисла́вович Кульчи́цький (нар. 10 січня 1937, Одеса) — доктор історичних наук, професор, в.о. головного наукового співробітника відділу історії України 20—30-х рр. ХХ ст. Інституту історії України Національної академії наук України. Автор численних досліджень з історії України XIX — початку XXI століть.

## Біографія
Закінчив історичний факультет Одеського університету імені Іллі Мечникова й аспірантуру Інституту економіки АН УРСР. Кандидат економічних наук (1963), доктор історичних наук (1978), професор (1986), заслужений діяч науки і техніки України (1996), лауреат Державної премії України в галузі науки і техніки (2001), Почесний краєзнавець України (2016). Працює в НАН України з 1960 р.
Наукова школа — 27 кандидатів і 14 докторів історичних наук. У 1977—2015 роках — завідувач відділу історії України 20—30-х рр. ХХ ст. Інституту історії України (у 1977—1986 — відділ соціалістичного будівництва, у 1986—1991 — відділ соціалістичного і комуністичного будівництва Інституту історії АН УРСР). Має понад 1,5 тис. публікацій, в тому числі 47 книжок, понад 70 розділів у колективних монографіях, більш як 500 статей у газетах. Автор книг, підручників, монографій для вищої та середньої шкіл України.

## Роботи
Бібліографія праць до 2016 року:
- «Історик на зламі епох». (Станіслав Кульчицький: Матеріали до біобібліографії. Інтерв'ю. Спогади). — К.: Інститут історії України, 2016. — 531 с.[4]
- «Комунізм в Україні: перше десятиріччя. Роки 1919—1928»
- «Україна між двома війнами: роки 1921—1939».
- «Демографічні наслідки голодомору 1933 р. в Україні»
- «Російська революція 1917 року: новий погляд»
- «Почему он нас уничтожал? Сталин и украинский Голодомор» / Л. Ившина (общ. ред.), Н. Тысячная (сост.). — К.: ЗАО «Украинская пресс-группа», 2007. — 208 c.
- «Помаранчева революція» — К.: Генеза, 2005. — 368 с.

## Нагороди
- Орден «За заслуги» 3-го (2001) і 2-го ступенів (2006)
- Державна премія України в галузі науки і техніки (2001)
- Почесне звання «Заслужений діяч науки і техніки України» (1996)
- Почесний краєзнавець України (2016)

### Премії
- Лауреат премії Освітньої фундації ім. Петра Яцика (Університет Альберти, Едмонтон, Канада; 1995, 2000)
- Лауреат премії Фундації Омеляна і Тетяни Антоновичів (США; 2011)